# Фасция

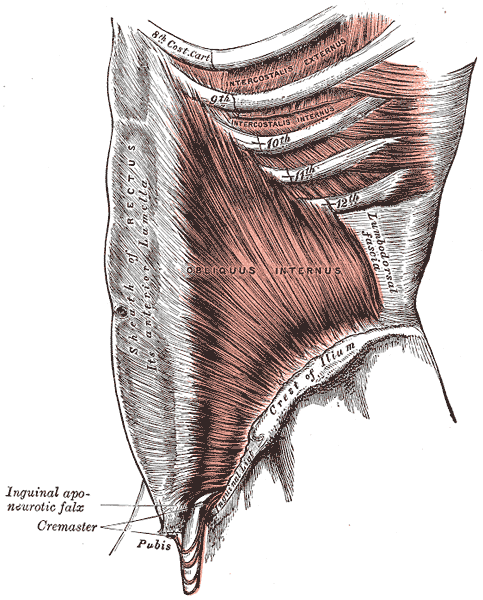
Фасции — околоректальная и межрёберные

Фа́сция  (лат. fascia — повязка, полоса) — соединительнотканная оболочка, покрывающая органы, сосуды, нервы и образующая футляры для мышц у позвоночных животных и человека; выполняет опорную и трофическую функции.
Как и связки, апоневрозы и сухожилия, фасции являются плотной регулярной соединительной тканью, содержащей плотно упакованные пучки коллагеновых волокон, ориентированных в параллельные волнистые направления тяжи. Эти коллагеновые волокна синтезируются фибробластами, расположенными в пределах фасций. 
Поверхностные, или подкожные, фасции располагаются под жировым подкожным слоем; у человека под кожей подошвы, ладони, волосистой части головы они преобразуются в апоневрозы.
Глубокие, или собственные, фасции покрывают отдельные мышцы или их группы. Отростки глубоких фасций образуют межмышечные перегородки, которые могут служить местами начала и прикрепления мышц. 
Во многих частях тела, особенно в конечностях, фасциальный аппарат играет роль рессорных приспособлений. Фасция обладает эластическими (натянутость фасций) и пластическими свойствами. При сокращении мышц фасции меняют своё положение, сжимая или расслабляя нервно-сосудистые футляры, тем самым способствуя присасыванию крови по направлению к сердцу. Мышцы лица не имеют фасций.
Некоторые фасции выстилают внутренние полости, например, внутригрудная фасция. Фасции богаты кровеносными сосудами и нервами.
Фасции, как правило, передают механическое напряжение, порождаемое мышечной деятельностью или воздействие внешних сил по всему телу.
Функциями мышечных фасций являются:
- обеспечение скольжения мышц;
- задание положения внутренних органов;
- передача движения от мышц к костям;
- обеспечение благоприятной и подвижной упаковки для нервов и кровеносных сосудов, когда они проходят через или между мышцами.

Важнейший вклад в изучение фасций человеческого тела и их значения при оперативных вмешательствах внёс в 1850-е годы основоположник военно-полевой хирургии профессор Н. И. Пирогов, подробно осветивший их топографическое строение в труде «Хирургическая анатомия артериальных стволов и фасций». 

## Патологии
Фасции могут воспаляться, вызывая фасциит.
Примеры фасциита:
- Некротический фасциит
- Подошвенный фасциит
- Эозинофильный фасциит (синдром Шульмана)[англ.]
- Паранеопластический фасциит